# 中田厚仁
中田 厚仁（なかた あつひと、1968年1月10日 - 1993年4月8日）は、国際連合ボランティア（UNV）。1993年に国際連合カンボジア暫定統治機構（UNTAC）が実施した1993年カンボジア総選挙の選挙監視員として活動中に殺害された。大阪府東大阪市出身。大阪大学法学部卒業。父は国連ボランティア終身名誉大使の中田武仁。

## 経歴

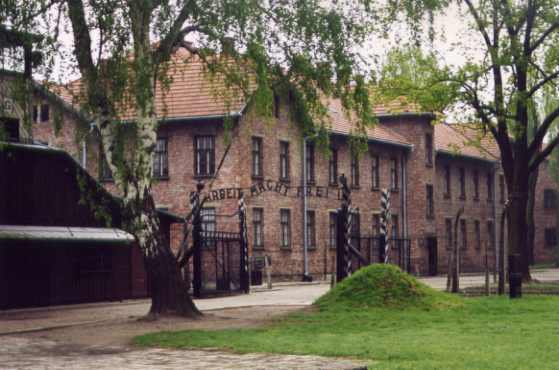
アウシュヴィッツ＝ビルケナウ強制収容所・第一強制収容所正門

1968年1月、大阪府に生まれる。商社に勤務していた父武仁の転勤に伴い、1976年から1980年までの4年間をポーランドで過ごした。1977年、アウシュヴィッツ＝ビルケナウ強制収容所を訪れたことをきっかけに平和に関心を抱き、国際連合で働くことを希望するようになった。1987年4月に大阪大学法学部に入学し、国際法を専攻。
大阪大学卒業後の1992年5月、中田は国際連合カンボジア暫定統治機構（UNTAC）が1993年5月にカンボジアで実施予定の総選挙を支援するボランティア（国際連合ボランティア（UNV））に採用され、7月にカンボジアへ渡った。この募集は社会人経験者を対象としたものであり、大学を卒業したばかりで採用されるのは異例のことであった。中田はクメール・ルージュとカンボジア政府との衝突が激しい地域への赴任を自ら望み、9月からコンポントム州プラサットサンボ郡の郡選挙監視員（DES）として赴任した。中田は郡内の村を回り選挙に関する説明や選挙人登録など、選挙実施に向けた活動を行った。
1993年4月8日、中田はプラサットサンボ郡を自動車で移動中、フィル・クレル村の域内で何者かによって拘束・射殺された。UNTACは大きく軍事部門と文民部門の2部門からなっていたが、文民部門に属する者が殺害されたのは初めてであった。事件発生後、最も早く射殺現場に到着したUNTAC兵士（インドネシア軍所属）のテジョー・スラックスターによると、背中に3箇所、後頭部に1箇所弾丸が命中した跡があり、後頭部に命中した弾丸は左目の方向へ貫通していたという。救援を要請した無線での最後の言葉は「I'm dying（私はもうすぐ死ぬ）」であったと伝えられている。
UNVの同僚であったイブラハム・ガーニーによると、殺害の直前、プラサットサンボ郡ではガーニーと中田が殺害されるという噂が広まり、殺害の2日前の4月6日には普段多くのカンボジア人が訪れていた中田の事務所に立ち寄るものがいなくなるという現象が起こっていた。日本人文民警察官で、コンポントム州警察署長を務めていた坂井清三は4月6日夜、コンポントム州の州都コンポントム市において中田から「地元の人間から『危害を加える』と脅されている」と打ち明けられ、翌7日、プラサットサンボ郡に戻らずコンポントム市にとどまるよう忠告していた。坂井はコンポントム州のUNTAC駐屯地に運ばれた中田の遺体を見て、「おれがきのう、うちに泊まるよう、もっと強く引き止めていたら……」と後悔の念にかられたという。
4月11日にプノンペンで葬儀と追悼式が営まれ、遺体は火葬された。4月17日には日本（大阪府吹田市）でも追悼式が営まれ、およそ2000人が参列した。追悼式から帰宅後、父の武仁は中田の誕生を記念して植えた桜の木を「厚仁とともに、おまえもこの世での務めを終えたのだ」という言葉とともに切り倒した。

## 殺害の経緯
UNVの同僚であったイブラハム・ガーニーによると、殺害直前、プラサットサンボ郡ではガーニーと中田が殺害されるという噂が広まり、事件発生2日前の4月6日には、普段来訪者の多い中田の事務所に立ち寄る者がいなくなるという現象が起こっていた（この話を耳にした日本人文民警察官の坂井清三は中田に対し、当分の間プラサットサンボ郡に近付かないよう忠告していた）。
4月8日午前7時頃、中田は国際連合ボランティア（UNV）の会議に出席するため、カンボジア人通訳のレイ・ソク・ピープとともにプラサットサンボ郡プラサット・サンボーから、州都コンポントムに向けて車で出発した。7時30分頃、プラサットサンボ郡選挙監視本部に「クメール・ルージュとみられるグループに停止命令を受けて拘束された」という無線連絡が入れられた。7時55分、「クメール・ルージュが攻撃してきた」「我々は撃たれた。助けてくれ」という連絡を最後に無線が途切れた。
その後、コンポントムの北東30キロの場所で車が発見された。車のフロントガラスおよび後部には銃撃された跡が認められ、フロントガラスは粉々になっていた。中田は車の下でうつ伏せに、レイが車内の右側の座席に倒れていた。中田は既に死亡しており、レイは息があったためプノンペンの病院へと運ばれたがまもなく死亡した。レイは病院で、クメール・ルージュによる犯行であると述べたといわれている。
この事件に関してUNTACは4月28日、「投票業務のための現地スタッフ採用を巡ったトラブルから発展した単独犯の疑いが強い」と発表し、当初予測されていたクメール・ルージュの関与を否定した犯行の動機としてUNTAC側は、プノンペン政権に所属する軍人と深い関わりのある人物の採用を中田が取り消したことに対する恨みを挙げている。なお、UNTAC担当国際連合事務総長特別代表であった明石康は事件発生直後に「疑われるのはクメール・ルージュである」と発言しており、この発表に「断言できるんですかな」と不満を表明していたが、後に発行された著書ではUNTACの発表と同様の見解に立ち、より具体的に、プノンペン政権に所属する軍人による犯行と推測している）。テジョー・スラックスターも、自身が知るクメール・ルージュの犯行と照らし合わせ、「クメール・ルージュの犯行であったなら、お金から車から、全部持っていくはずだ」（現場には自動車が残され、中田が所持していた2000ドルの現金も手つかずの状態であった）と述べた上で、中田が生前現地でスタッフを募集した際、殺害現場となったフィル・クレル村の住民を採用せずコンポントムの住民ばかりを採用したことに恨みを持った同村の住民が犯人であると推測している。ただしスラックスターは、現場に残された足跡から3-5人による犯行だという見解を述べている。こうした見解に対し、UNVや文民警察官の中には懐疑的な目を向ける者も存在している。事件発生当時カンボジアで取材活動を行っていた三好範英は、1回目の銃撃でレイは重傷を負ったが中田は無傷であったと推測した上で、その時中田が急いで現場を立ち去らなかったのは「車の前方にも武装した人間がいたのであり、彼らが中田さんの車の進行を阻止したのではいかとの見方もできるのではないか」と述べている。三好によると、事件の有力な容疑者は浮上したものの逮捕することはできなかった。カンボジア政府が2002年に中田と父の武仁に勲章を授与した際の証書には「中田厚仁氏はクメール・ルージュによって殺害された」という一文がある。
UNVの中にはUNTACに対し、安全確保策が不十分であったと非難する者もいる。事件発生後から2日後の4月10日、コンポントム州のDESは「UNTACが適切な処置をとっていれば2人の死は避けられたはずであった」という声明を発表した。一方、テジョー・スラックスターによると、中田が出発した時刻はインドネシア軍が治安上の理由から郊外へ出ないよう通告していた時間帯（夜間から午前8時にかけて）にあたり、インドネシア軍は当該時間帯に外出する際には護衛につく旨を申し出ていたが、中田は殺害当日を含め一度も護衛を依頼したことがなかったという。さらに中田は外出時にインドネシア軍に報告を入れることも稀で、この日も報告なしに外出したという。ただし明石康によるとUNVの多くは英語を用いていたのに対しコンポントム州に配備されていたインドネシア軍には英語を話せる者が少なく、両者の意思疎通は不十分であった。事件後、インドネシア軍に英語を話せる者を増員する対策がとられた。明石はさらに、「UNTACの要員全部をテロ行為から守ることは、物理的に不可能」であったと述べている。この点については共同通信社記者の近藤順夫も、全国に200以上の事務所があり移動の多いUNVの警備は「手が回らないのが現状だった」と述べている。
中田の遺族は葬儀のためにカンボジアを訪れた際に、明石康に対し直接、事件に関する調査報告書を提出するよう求めたが、実行されないままUNTACは解散した。事件の調査について明石は、「カンボジアではこの種の事件の調査を徹底的にやろうとしても曖昧な結果に終わってしまうことが通例」とした上で、「ご遺族にはお話しする言葉も見つからない」と述べている。

## 死後

### 総選挙の実施
中田の殺害を受けて、UNVの中には任務の続行を断念して、帰国する者が現れた。また任務を続行したものの殺害予告を受け、赴任地からの避難を余儀なくされる者もいた。4月14日、UNV事務局はUNTAC側に安全対策など10項目にわたる要求を行った。UNV事務局はさらに「仮にもう1人UNVから犠牲者が出たら、UNV全員を選挙監視の仕事から引き上げる」と通告した。
これを受けて明石は、UNV無しでの総選挙の実施案の作成を命じた。また、日本国内では中田のように、UNVとしてDESの職務に就く者とは別に、選挙直前の短期間選挙に関与する国際投票所員（IPSO）が募集されたが、中田の殺害と翌5月4日に起こった高田晴行（文民警察官としての職務に就いていた日本の警察官）の殺害を受け、候補者の辞退が相次いだ。
投票は、予定通り5月23日から28日にかけて行われ、翌6月1日に開票作業が終了した。中田が赴任していたプラサットサンボ郡の投票率は、99.9%を記録した。投票箱の中からは投票用紙以外に、中田を追悼する内容の手紙が複数発見された。

### 中田の名を冠した活動

#### ナカタアツヒト・コミューン
1995年、中田が殺害された現場一帯が開発され、周辺の7つの村を併合した新たな村が建設されることになった。村人の多くは中田のことを記憶しており、協議の結果村名は「ナカタアツヒト村」に決まった。これを受けてカンボジア政府は村名を「ナカタアツヒト・コミューン」と公式に定め、同時に中田をコンポントム州の最高名誉州民とした。1998年には中田の父武仁が日本で集めた募金をもとに村に小学校が建設され、「ナカタアツヒト小学校」と名付けられた。小学校の敷地内には中田の名前の頭文字Aを模ったモニュメントが設置されている。さらに村では中田の功績を讃える歌が作られた。

#### 基金
1993年12月、中田の遺族が中心となり、海外で活動するボランティアを支援する目的の特定公益信託「中田厚仁記念基金」が設立された。基金から報奨金を授与された者の中には中田とともに銃撃され死亡したレイ・ソク・ピープも含まれている。また、中田は大学時代にロータリークラブの奨学生となり、1989年9月から1年間アメリカ合衆国アイオワ州のグリネル大学（Grinnell College）へ留学した経験があるが、同大学には卒業生のポール・ミリオラトによって中田の名前を冠した奨学基金が設立された。

#### 中田厚仁記念文庫
中田の母校である大阪大学は1994年、大学図書館に中田厚仁記念文庫を設置した。

### 父・武仁の活動
中田の父武仁は国際連合ボランティア（UNV）の要請を受け、1993年6月から2008年4月まで国連ボランティア名誉大使としてボランティア精神普及のための活動を行った。1996年、武仁は2001年をボランティア国際年とするよう提案し、1997年の国連総会で承認された。